# Steinkarspitze (Karwendel)
Die Steinkarspitze (auch Steinkarlspitze) ist ein 2015 m ü. A. hoher Berg im Karwendel auf der Grenze zwischen Tirol und Bayern an der Gemeindegrenze von Vomp und Mittenwald.
Der Doppelgipfel teilt sich in eine Östliche und eine Westliche Steinkarspitze, wobei die Westliche Steinkarspitze noch vollständig auf bayrischen Gebiet liegt.
Der Anstieg führt einfach auf den Westgipfel, der Übergang zum Ostgipfel über die tiefe Gipfelscharte ist schwierig.